# 심청전 (1956년 영화)
"심청전"(沈淸傳)은 한국에서 제작된 이규환 감독의 1956년 영화이다. 이경희 등이 주연으로 출연하였고 김성춘 등이 제작에 참여하였다.

## 출연

### 주연
- 이경희
- 권일청
- 김정옥
- 임성숙

## 기타
- 조명: 김성춘
- 녹음: 이경순
- 미술: 임명선